# Bankcard (Australien)
Bankcard wurde 1974 als ein Zusammenschluss australischer Bankinstitute gegründet. Diese Institute gaben unter dem Namen Bankcard eine Kreditkarte heraus, die ausschließlich in Australien und Neuseeland, sowie auf den Cookinseln und der Lord-Howe-Insel akzeptiert wurde. 2004 waren 2,3 Millionen Bankcards im Umlauf, die von 350.000 Händlern akzeptiert wurden. Der Bankcard Jahresumsatz betrug 5,5 Milliarden Australische Dollar.
Am 2. Februar 2006 beschlossen die der Bankcard-Vereinigung angehörenden Kreditinstitute bis zum Ende des Jahres alle Bankcards einzuziehen und durch VISA- bzw. Mastercard-Karten zu ersetzen.
Zu diesem Zeitpunkt war aber die National Australia Bank die einzige verbliebene Bank, die noch Bankcards ausgegeben hat. Alle anderen Banken haben im Laufe des Jahres 2005 die Ausgabe der Karten gestoppt.
Bankcards wurden aufgrund des in Australien einheitlichen Händlerzahlungssystems noch bis Ende 2006 von allen kreditkartenakzeptierenden Händlern angenommen.
Im Zuge der Umstellung haben alle Banken im Laufe des Jahres 2006 die Karten eingezogen.
In Neuseeland wurden Bankcards schon Mitte Oktober 2005 nicht mehr akzeptiert, was die Umstellung noch weiter beschleunigte.